# Klukom
Klukom (Kluki) – jezioro na Pojezierzu Choszczeńskim w granicach miasta Choszczno. Zabudowa miejska przylega do jeziora na dwóch trzecich długości linii brzegowej. Powierzchnia zbiornika według różnych danych wynosi od 85,2 ha do 85,37 ha. Objętość wód zbiornika wynosi 6 990,3 tys. m³. Jezioro znajduje się w ścisłym centrum Choszczna. 

## Stan sanitarny
W wyniku badań przeprowadzonych w 2000 roku, wody Kluk określone zostały jako III klasy czystości, a jezioro przydzielono do II kategorii podatności na degradację biologiczną.

## Nazwa jeziora
Nazwę Kluki wprowadzono urzędowo rozporządzeniem w 1955 roku, zmieniając poprzednią niemiecką nazwy jeziora – Klückensee. W 2006 roku Komisja Nazw Miejscowości i Obiektów Fizjograficznych potwierdziła nazwę Kluki. Od 2022 jezioro nazywa się Klukom.